# 대한민국 제22대 국회 전반기 의장단 선거
제22대 국회 전반기 의장 선거는 2024년 5월 30일 실시되었으며, 부의장 선거는 2024년 5월 30일과 2024년 6월 27일에 나누어 실시되었다.

## 선거 제도
국회법 제15조에 따르면, 전반기 의장단은 국회의원 총선거 후 첫 집회일에, 후반기 의장단은 전반기 의장단의 임기 종료일 5일 전에 국회에서 무기명 투표로 선출한다. 다만, 선거일이 공휴일인 경우 그 다음 날에 선거를 실시한다. 만약 1차 투표 결과 재적 의원의 과반을 득표한 자가 없으면 2차 투표를 실시하고, 2차 투표에서도 과반 득표자가 나오지 않을 시 최고득표자와 차점자에 대하여 3차 결선 투표를 실시하되, 이 경우 단순 다수 득표자를 당선자로 한다.

## 배경
2024년 4월 10일, 제22대 국회의원 총선거에서 제1야당인 더불어민주당이 단독으로 과반 의석을 차지했으며, 집권여당 국민의힘은 원내 제2당에 머물렀다. 양당을 제외하면 원내교섭단체 구성 기준인 20석 이상을 획득한 정당은 없었다.
관례상 국회의장은 원내 제1당이 지명하며, 2명을 뽑는 국회부의장은 원내교섭단체가 2개인 경우 제1당과 제2당이 각각 지명한다. 따라서 국회의장과 1명의 국회부의장은 민주당이, 나머지 1명의 국회부의장은 국민의힘이 내정할 수 있게 됐다.
더불어민주당과 국민의힘은 상임위원장 배분을 놓고 강경하게 부딪혔다. 의석 비율에 따라 민주당이 11곳, 국민의힘이 7곳을 차지하도록 하는 것에는 이견이 없었으나, 법사위와 운영위 등 핵심 상임위의 행방을 놓고 갈등이 불거졌다.
이런 가운데 더불어민주당은 국회법에 따라 임기 개시일로부터 7일 후인 6월 5일까지 의장단 선거를 마쳐야 한다고 주장했으나, 국민의힘은 원 구성 협상을 마무리한 다음에 개원을 진행해야 한다고 맞서 갈등이 빚어졌다. 결국 합의가 이루어지지 않은 채로 더불어민주당은 단독 개원 및 의장단 선거를 강행했으며, 국민의힘은 반발하며 보이콧을 결정했다.
결국 국민의힘이 국회부의장 후보를 지명하지도, 본회의에 참여하지도 않은 상태로 6월 5일 제22대 국회 첫 본회의 및 의장단 선거가 진행되었다. 국민의힘 의원 108명을 제외한 야 7당 의원 192명이 참석한 가운데 의장 및 민주당 몫 부의장이 선출되었으며, 국민의힘 몫 부의장은 추후 선거하기로 했다. 이후 6월 10일에는 역시 국민의힘 의원들이 전원 불참한 가운데 열린 본회의에서 민주당이 주장하는 야당 몫 11개 상임위원장 선출이 진행되었다.
결국 국민의힘은 6월 24일 민주당이 남겨둔 7개 상임위원장직을 수용하겠다고 선언했으며, 곧이어 국회부의장 및 상임위원장 후보 선출을 진행했다. 이에 따라 국회는 6월 27일 본회의를 열고 공석이었던 1곳의 국회부의장과 7곳의 상임위원장에 대한 선거를 진행, 22대 국회 임기 개시 2개월 만에 원 구성을 모두 마무리할 수 있게 됐다.

## 후보

### 국회의장 후보

#### 더불어민주당
민주당은 이전까지 국회의장 후보 경선에서 최다 득표자를 국회의장 후보로 확정해 왔으나, 4월 24일 당규를 개정해 당선 요건을 재적 의원의 과반 득표로 변경하였다.
6선으로 원내 최다선 의원인 추미애 전 법무부 장관과 조정식 전 당 사무총장이 자천타천으로 거론되었다. 추 전 장관은 총선을 전후하여 수차례 국회의장 출마 의사를 내비쳤으며, 당선 시 강경 대여 투쟁 노선을 취해 윤석열 정부를 적극 견제하겠다는 뜻을 밝혔다. 당내 대표적인 친이재명계 인사인 조 전 사무총장 역시 총선을 전후해 출마 의사를 드러냈으며, 적극적인 정부 견제 노선을 천명했다. 추 전 장관이 당선되면 최초의 여성 국회의장, 조 전 사무총장이 당선되면 이기붕 이후 첫 충청북도 출신 국회의장이 된다. 이런 가운데 5선의 정성호 의원과 우원식 전 원내대표도 출마 의사를 내비쳤다.
조정식 의원과 우원식 의원은 5월 7일,  추미애 전 장관과 정성호 의원은 8일 국회의장 출마를 공식 선언했다. 5선의 박지원 전 국정원장은 고심 끝에 불출마했다. 네 명의 후보 모두 친명계 정치인이라는 점에서 당내 친명계의 위상이 드러난다는 평가를 받았다. 5월 7일 오전 9시부터 5월 8일 오후 6시까지 후보 등록이 진행됐으며, 기탁금은 200만 원이었다. 기호 추첨 결과 추미애 전 장관이 1번, 정성호 의원이 2번, 조정식 의원은 3번, 우원식 의원은 4번으로 확정됐다.
정성호 의원은 5월 12일 후보직을 사퇴했으며, 같은 날 조정식 의원도 추미애 전 장관과 단일화를 발표하며 경선을 포기했다. 따라서 경선 구도는 추미애 전 장관과 우원식 전 원내대표의 2파전으로 정리됐다.
이재명 대표는 국회의장 경선을 두고 "순리에 따라야 한다"는 입장을 표한 것으로 알려졌는데, 최다선자 중 연장자가 국회의장 후보를 맡는 관례에 따라 추미애 전 장관을 지지한다는 뜻으로 풀이됐다. 일각에서는 조정식, 정성호 양 의원이 사퇴한 것도 이재명의 입김이 아니냐는 의혹이 제기되었다. 이에 대해 우원식 의원은 "나야말로 진짜 친명"이라며 "이재명 대표도 나에게 '형님이 의장으로 적격'이라고 했다"고 반박했다. 또한 "개혁과 혁신을 표방하면서 선수·나이·관례를 따지는 것은 이상하다"며 "나이는 내가 더 많다"고 강조했다.
당내 비명계는 친명계가 원내대표직에 이어 국회의장직까지 좌지우지하는 것이냐며 불만을 드러냈다. 또한 당 대표가 권력 서열 2위인 국회의장 후보를 결정하거나, 국회의장 후보들이 당 대표의 의중에 매달리는 것이 부적절하다는 지적이 나왔다.
2024년 5월 16일, 더불어민주당은 제22대 총선 당선자총회에서 당내 경선을 진행하고 5선 우원식 의원(지역구: 서울 노원구 을)을 국회의장 후보자로 선출하였다. 압승이 기대됐던 추미애 전 장관이 뜻밖에 패배한 것은 의원들 사이에서 강경 투쟁보다는 협치를 지지하는 분위기가 강했던 결과로 풀이됐다. 이를 두고 추미애 지지 여론이 강했던 강성 당원들의 항의가 빗발치자 민주당은 차기 국회의장 경선부터는 당원 투표를 일부 반영하겠다고 밝혔다.

### 국회부의장 후보

#### 더불어민주당
민주당은 이전까지 국회부의장 후보 경선에서 최다 득표자를 국회의장 후보로 확정해 왔으나, 4월 24일 당규를 개정해 당선 요건을 재적 의원의 과반 득표로 변경하였다.
국회부의장 후보 경선에는 세 명의 4선 의원이 200만 원의 기탁금을 내고 입후보했다. 기호 1번 민홍철 의원은 5월 7일 출마를 선언했으며, 수도권 정당 탈피를 위해 영남 출신인 자신이 당선되어야 한다고 호소했다. 기호 2번 남인순 의원은 5월 8일 출마를 선언하며 국회의원 특권 철폐를 공약했다. 72세로 출마자 중 최고령자인 기호 3번 이학영 의원은 별도의 출마 선언식을 진행하지 않았으나, 후보 등록 후 언론 인터뷰를 통해 정권을 강력하게 견제하는 국회부의장이 되겠다고 밝혔다.
2024년 5월 16일, 더불어민주당은 제22대 총선 당선자총회를 열고, 당내 경선을 통하여 4선 이학영 의원(지역구: 경기 군포시)을 더불어민주당 몫 국회부의장 후보자로 선출하였다.

#### 국민의힘
6선으로 국민의힘 내 최다선 의원인 주호영, 조경태 양 의원이 국회부의장 후보로 가장 유력했다. 조경태 의원은 5월 14일 언론 인터뷰에서 부의장 출마에 긍정적인 입장을 내비쳤다. 그러나 이후 주호영 의원이 전반기, 조경태 의원이 후반기에 교대로 국회부의장을 맡는 안이 대두되었으며, 두 의원 사이에 물밑 합의가 이루어져 조경태 의원은 불출마했다. 이런 가운데 4선의 박덕흠 의원이 "6선 의원이 부의장 후보에 출마하는 건 골목상권 침해"라며 출사표를 던졌다.
6월 25일 오전 9시부터 오후 5시까지 국회부의장 및 상임위원장 경선 후보 등록을 진행했으며, 그 결과 6선의 주호영 전 원내대표와 4선의 박덕흠 전 정보위원장이 1천만 원의 기탁금을 내고 국회부의장 경선에 입후보했다. 기호 추첨 결과 박덕흠 후보가 1번, 주호영 후보가 2번을 부여받았다. 국민의힘은 6월 27일 의원총회에서 경선을 진행했으며, 소속 의원 108명 중 95명이 투표에 참여했다.
| 후보     | 득표 | %     |
| -------- | ---- | ----- |
| 주호영   | 54   | 56.84 |
| 박덕흠   | 41   | 43.16 |
| 총투표수 | 95   | 100   |

재적의원 과반의 투표와 총투표수 과반의 득표로 당선자를 결정한다는 당규에 따라 주호영 전 원내대표가 국회부의장 후보로 선출되었다.

## 선거 결과

### 국회의장 선거
| 후보   | 소속         | 득표 | %     |
| ------ | ------------ | ---- | ----- |
| 우원식 | 더불어민주당 | 190  | 63.3  |
| 김현정 | 더불어민주당 | 1    | 0.3   |
| 박해철 | 더불어민주당 | 1    | 0.3   |
| 결석   | 결석         | 108  | 36.0  |
| 재적   | 재적         | 300  | 100.0 |

### 더불어민주당 몫 국회부의장 선거
| 후보   | 소속         | 득표 | %     |
| ------ | ------------ | ---- | ----- |
| 이학영 | 더불어민주당 | 187  | 62.3  |
| 무효   | 무효         | 1    | 0.3   |
| 결석   | 결석         | 112  | 37.3  |
| 재적   | 재적         | 300  | 100.0 |

### 국민의힘 몫 국회부의장 선거
| 후보   | 소속         | 득표 | %     |
| ------ | ------------ | ---- | ----- |
| 주호영 | 국민의힘     | 269  | 89.7  |
| 박덕흠 | 국민의힘     | 1    | 0.3   |
| 박지혜 | 더불어민주당 | 1    | 0.3   |
| 오기형 | 더불어민주당 | 1    | 0.3   |
| 이준석 | 개혁신당     | 1    | 0.3   |
| 무효   | 무효         | 5    | 1.7   |
| 기권   | 기권         | 5    | 1.7   |
| 결석   | 결석         | 17   | 5.7   |
| 재적   | 재적         | 300  | 100.0 |